# 比尔希略·巴尔科·巴尔加斯
比尔希略·巴尔科·巴尔加斯（1921年9月17日—1997年5月20日）， 哥伦比亚政治家和外交家，哥伦比亚自由党领袖，1986年至1990年任哥伦比亚总统。
巴尔科生于哥伦比亚东北部省分北桑坦德省的库库塔，1958年毕业于美国麻省理工学院。1943年涉足政治，进入议会下议院，1948年由于自由黨左翼領袖蓋坦被刺杀，自由黨同保守黨發生內戰，1940年代末他流亡美国，1954年返回哥伦比亚，以帮助兩黨通过和平进程谈判，1957年兩黨達成協議，成立全國阵线。1958年他成为参议院议员，1961年任驻英国大使，1962年回国。
在参议院他连任到1966年，当年他当选哥伦比亚首都波哥大市长。他担任这一职务直到1969年，1974年他成为世界银行主管。1977年担任驻美国大使。1986年以58%的选票当选哥伦比亚总统，他支持反贫穷计划，重新与左派游击队展开对话和打击毒贩。1990年卸任后，他担任驻英国大使到1992年，随后退出公共生活，1997年5月20日在波哥大去世。
| 前任： 贝利萨里奥·贝坦库尔 | 哥倫比亞总统 1986年–1990年 | 繼任： 塞萨尔·加维里亚 |